# ماركوس ليونغكفيست
ماركوس ليونغكفيست (بالسويدية: Marcus Ljungqvist)‏ مواليد 26 أكتوبر 1974 في فالون، هو دراج سويدي سابق. سبق أن شارك في دورة الألعاب الأولمبية الصيفية.

## وصلات خارجية
- الموقع الرسمي

## روابط خارجية
- ماركوس ليونغكفيست على موقع الاتحاد الدولي للدراجات (الإنجليزية)
- ماركوس ليونغكفيست على موقع أرشيف الدراجات (الإنجليزية)
- ماركوس ليونغكفيست على موقع إحصائيات الدراجات الإحترافية (الإنجليزية)
- ماركوس ليونغكفيست على موقع نسبة الدراجات (الإنجليزية)
- ماركوس ليونغكفيست على موقع CycleBase (الإنجليزية)
- ماركوس ليونغكفيست على موقع أوليمبيديا (الإنجليزية)
- ماركوس ليونغكفيست على موقع اللجنة الأولمبية السويدية (السويدية)
- Team CSC profile